# 2 Dywizja Kawalerii (Imperium Rosyjskie)

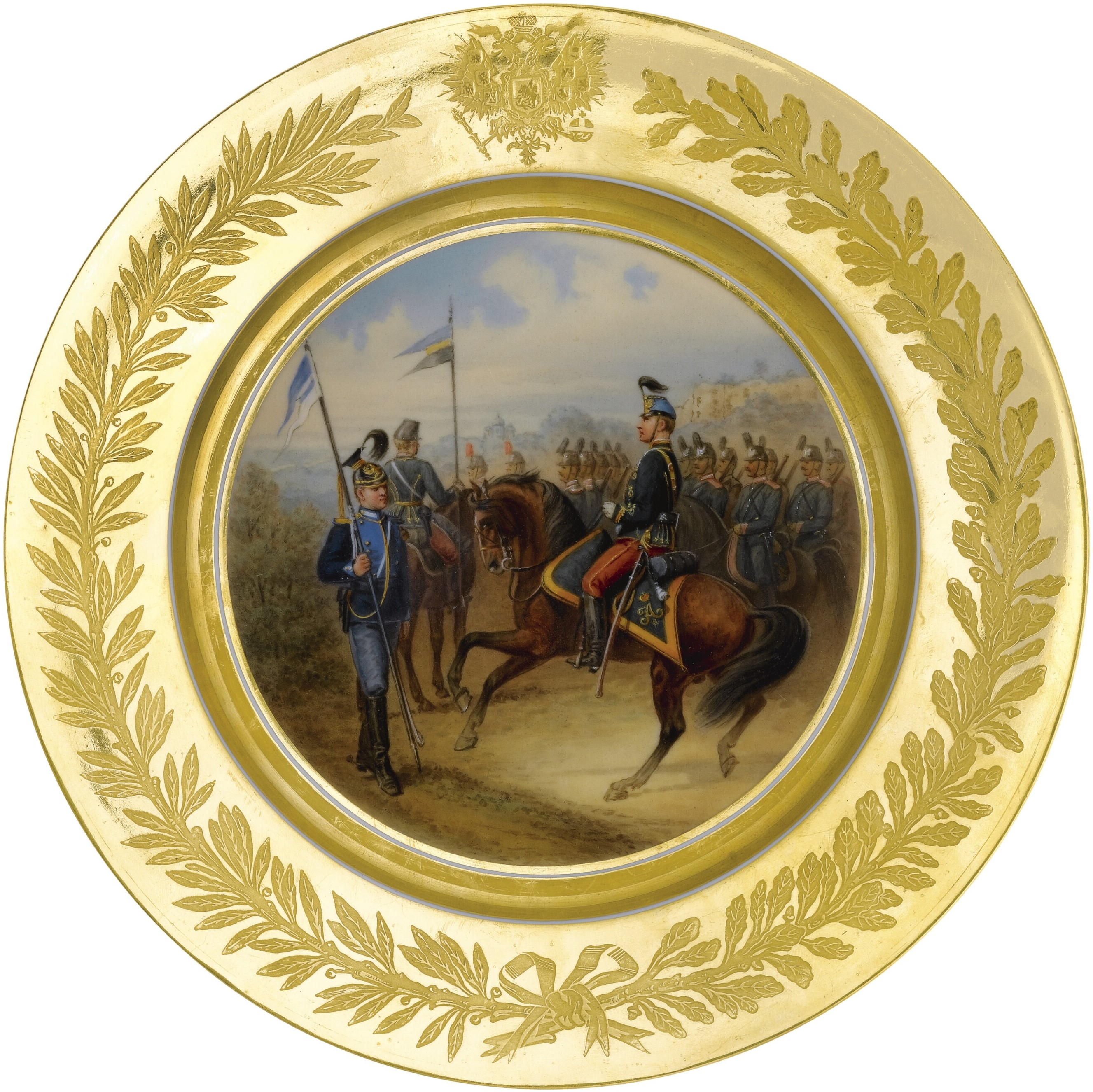
Talerz pułkowej zastawy

2 Dywizja Kawalerii Imperium Rosyjskiego (ros. 2-я кавалерийская дивизия) – dywizja kawalerii Imperium Rosyjskiego, w tym okresu działań zbrojnych I wojny światowej.
Wchodziła w skład 2 Korpusu Armijnego a jej sztab w 1914 mieścił się w Suwałkach.

## Struktura organizacyjna
Organizacja w 1914
- 1 Brygada Kawalerii (Suwałki)
  - 2 Lejb-Dragoński Pskowski Pułk (Suwałki); w latach 1882–1907 nosił nazwę 4 Lejb-Dragoński Pskowski Pułk; patronem jednostki była Imperatorowa Maria Fiodorowa; później w tych samych koszarach stacjonował 2 pułk Ułanów Grochowskich
  - 2 Lejb-Ułański Kurlandzki Pułk (Kalwaria (Litwa));; w latach 1882–1907 nosił nazwę 5 Lejb-Dragoński Kurlandzki Pułk; patronem jednostki był Imperator Aleksander II Romanow
- 2 Brygada Kawalerii (Suwałki)
  - 2 Lejb-Huzarski Pawłogradzki Pułk (Suwałki); w latach 1882–1907 nosił nazwę 6 Lejb-Dragoński Pawłogradzki Pułk; patronem jednostki był Imperator Aleksander III Romanow; później w tych samych koszarach stacjonował 3 pułk Szwoleżerów Mazowieckich
  - 2 Pułk Kozaków Dońskich(inne języki) Generała Sysojewa (Augustów); później w tych samych koszarach stacjonował 1 pułk Ułanów Krechowieckich